# Jay Ashley
Pour les articles homonymes, voir Ashley.
Jay Ashley (né le 1er janvier 1971) est un acteur pornographique et réalisateur américain de films pornographiques. Il appartient au prestigieux AVN Hall of Fame.
Ancien mari de Kaitlyn Ashley, ils divorcent après 12 années de vie commune, puis rencontre Aurora Snow sur un tournage à San Francisco. 
Jay Ashley et Aurora Snow resteront ensemble pendant plus de sept ans avant de rompre.

## Récompenses
Après de multiples nominations aux AVN Awards, il remporte le prix international en 2003.
- 2003 : AVN Award, vainqueur – Best Group Sex Scene in a Video – pour Assficianado[3]